# Fischamend
Fischamend osztrák város Alsó-Ausztria Bruck an der Leitha-i járásában. 2022 januárjában 5593 lakosa volt. 

## Elhelyezkedése

Fischamend a Bruck an der Leitha-i járásban

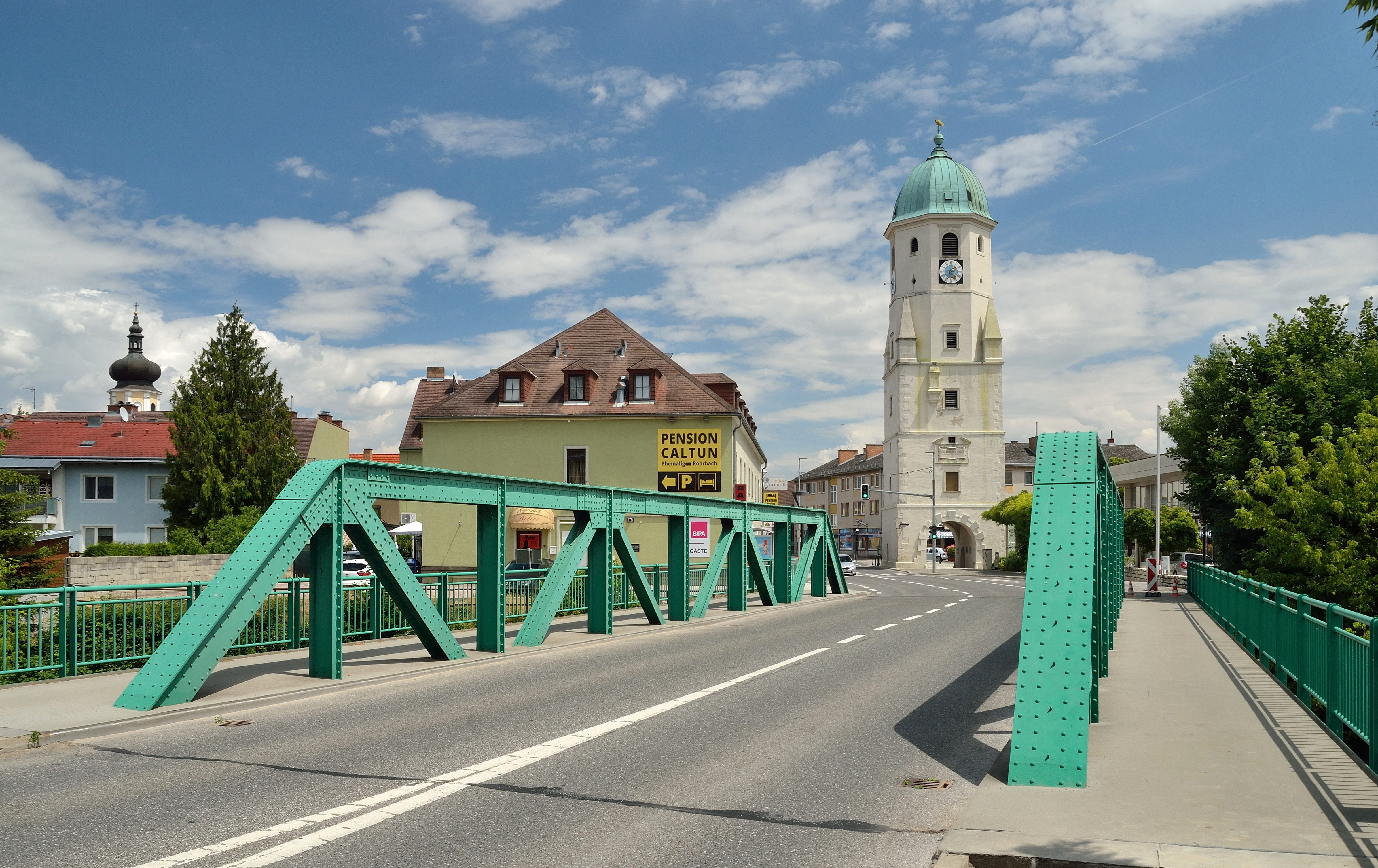
A fischamendi torony

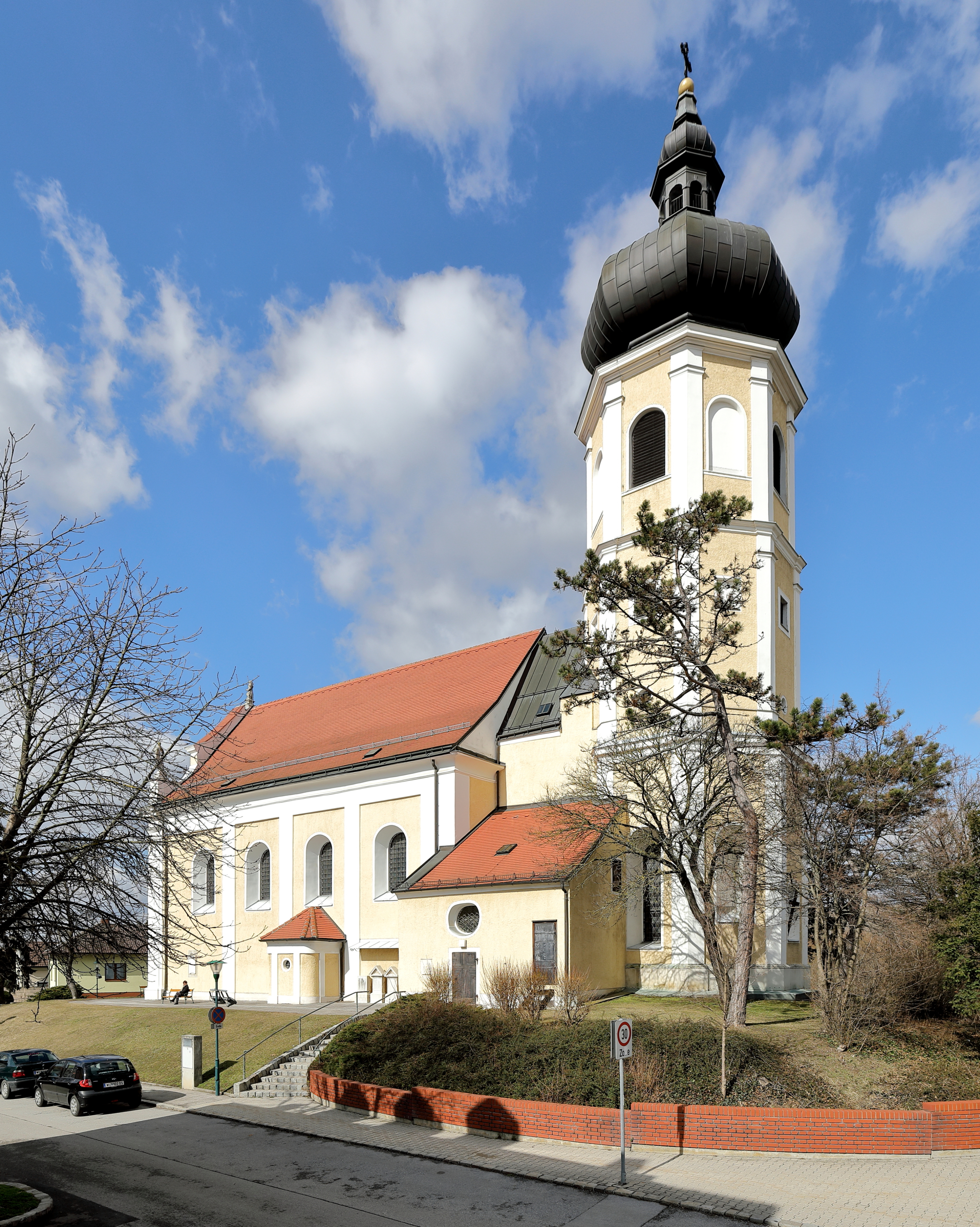
A Szt. Mihály-plébániatemplom

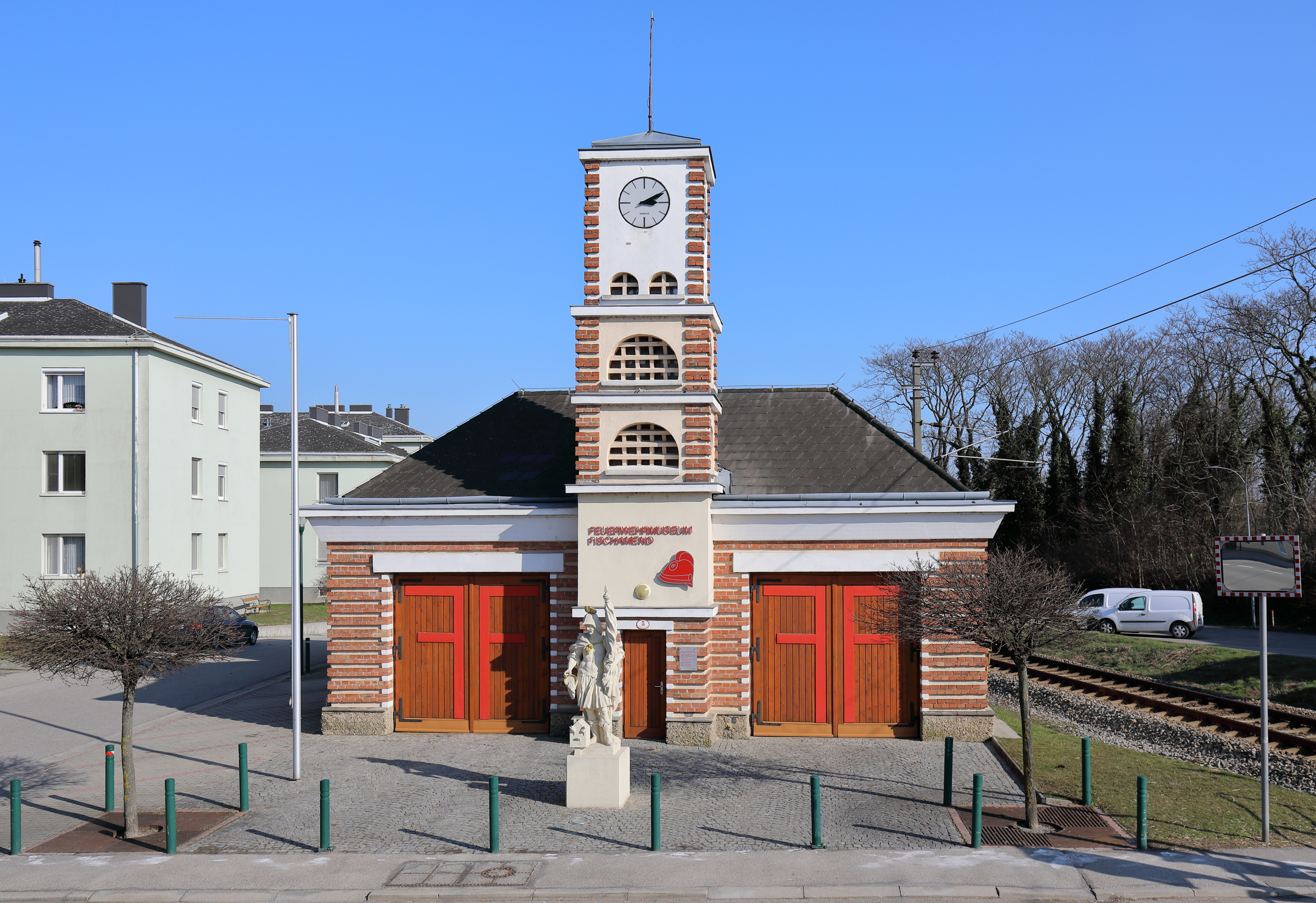
A volt tűzoltósági épület (ma múzeum)

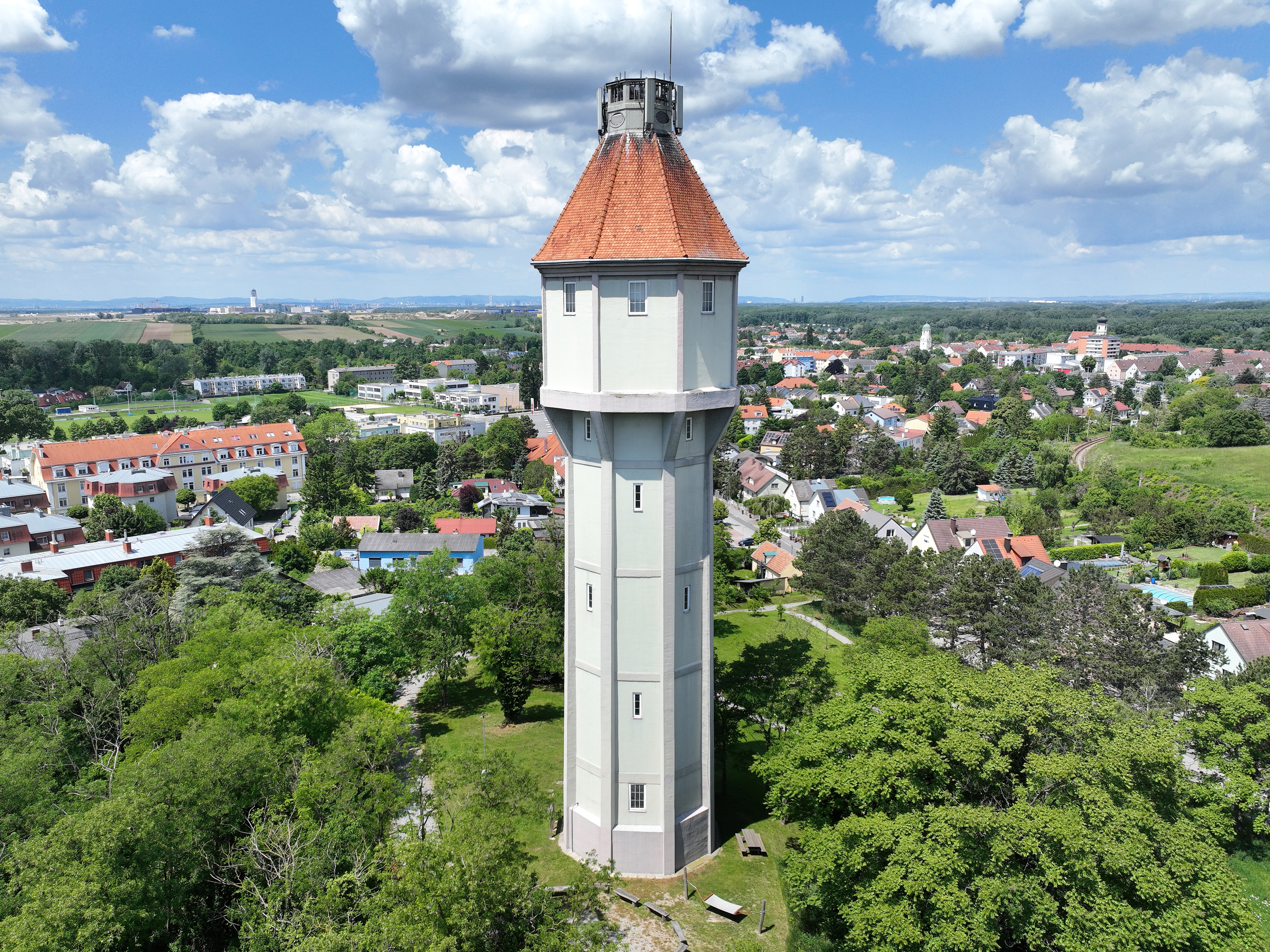
Víztorony Fischamendben

Fischamend a tartomány Industrieviertel régiójában fekszik, a Bécsi-medencében, a Duna jobb partján, a Fischa folyó mentén, Bécstől közvetlenül délkeletre. Területének 21,2%-a erdő, 40,2% áll mezőgazdasági művelés alatt. Az önkormányzathoz egyetlen település tartozik és két katasztrális községre oszlik: Fischamend Markt és Fischamend Dorf.
A környező önkormányzatok: keletre Haslau-Maria Ellend, délre Enzersdorf an der Fischa, délnyugatra Klein-Neusiedl, nyugatra Schwechat, északnyugatra Bécs 22. kerülete (Donaustadt), északra Groß Enzersdorf, északkeletre Mannsdorf an der Donau.

## Története
A város területe az ókorban Pannonia római provinciához tartozott. Feltételezik, hogy a mai városközpont területén egy római erőd állt, de ennek régészeti bizonyítékát eddig nem találták meg.  
A Fischa folyó két partján, a torkolat közelében két település jött létre. A keletinek I. Lipót császár 1673-ban mezővárosi jogokat adományozott. Gazdaságában nagy szerepet játszott a gabonakereskedelem és malomipar. A Dunán 18, a Fischán 7 malom működött. A 19. század második felében egy téli kikötőt is működtettek, ahol a hajók és legénységük áttelelhetett. 1908-ban itt alapították meg a cs. és kir. Katonai Repüléstani Intézetet. Repülőtere mellett a Hansa-Brandenburgische Flugzeugwerke AG gyártott repülőgépeket a légierő számára. 1914. június 20-án egy katonai léghajó és egy repülőgép összeütközött; a balesetben kilencen vesztették életüket. A gyárakat az első világháború után bezárták, de az 1938-as Anschlusst követően ismét repülőgépgyár települt Fischamendbe, ezúttal a Wiener Neustädter Flugzeugwerke 3. számú üzeme. A gyárat 1944-ben lebombázták és áttelepült a csehországi Tišnovba. 
1938-ban létrehozták Nagy-Bécset és többek között Fischamend-Markt és Fischamend-Dorf is a főváros 23. kerületéhez csatolták. A két község 1954-ben nyerte vissza önállóságát, amikor az akkor létrehozott Bécskörnyéki járáshoz kapcsolták őket. 1970-ben a két önkormányzat önként egyesült. 1987-ben megkapta a városi státuszt. A járás 2016-ban megszűnt, azóta Fischamend a Bruck an der Leitha-i járás része. 

## Lakosság
A fischamendi önkormányzat területén 2022 januárjában 5593 fő élt. A lakosságszám 1951 óta gyarapodó tendenciát mutat. 2020-ban az ittlakók 83,9%-a volt osztrák állampolgár; a külföldiek közül 2,6% a régi (2004 előtti), 8,5% az új EU-tagállamokból érkezett. 3,7% az egykori Jugoszlávia (Szlovénia és Horvátország nélkül) vagy Törökország, 1,3% egyéb országok polgára volt. 2001-ben a lakosok 65,7%-a római katolikusnak, 5,5% evangélikusnak, 4,2% ortodoxnak, 1,6% mohamedánnak, 21,4% pedig felekezeten kívülinek vallotta magát. Ugyanekkor a legnagyobb nemzetiségi csoportokat a németek (89,8%) mellett a szerbek (3,3%), a magyarok (1,1%) és a törökök (1%) alkották.
A népesség változása:
| Lakosok száma | 5348 | 5583 | 5714 |
|               | 2016 | 2018 | 2023 |

## Látnivalók
- a fischamendi torony a főtéren
- a Szt. Mihály-plébániatemplom
- a Szt. Quirinus-templom
- a repülőmúzeum
- a tűzoltómúzeum
- a fotográfiamúzeum
- a volt tiszti kaszinó

## Testvértelepülések
- Püspökladány (Magyarország)

## Fordítás
- Ez a szócikk részben vagy egészben  a   Fischamend című német Wikipédia-szócikk ezen változatának fordításán alapul.  Az eredeti cikk szerkesztőit annak laptörténete sorolja fel. Ez a jelzés csupán a megfogalmazás eredetét és a szerzői jogokat jelzi, nem szolgál a cikkben szereplő információk forrásmegjelöléseként.